# Johanna Bernhardson
Sara Johanna Bernhardson, född 1974 i Lundby, Göteborg, är en svensk filmregissör och manusförfattare.

## Biografi
Johanna Bernhardson, som utbildades på HDK och Akademin Valand, arbetar med dokumentärfilm, och har sedan 2003 gjort tio kortdokumentärer. 2007 hade hennes kortfilm Gråter och stör de andra premiär på GIFF - Göteborg Film Festival. Filmen handlar om Bernhardsons farmors syster Linnea Carlsson, som tillbringade 30 år på mentalsjukhus. I filmen 19 876 steg i Auschwitz/ Birkenau (2017) samtalar Bernhardson efter sitt besök i förintelselägren med sina barn om Förintelsen. Tematiskt har hon arbetat sig genom normalitet och minnen, för att i senare filmer utforska moderskap. Deras erfarenhet är en del av min verklighet (2012) är en subjektiv skildring av en förlossning. Regissören har filmat sig själv när hon föder barn, men det hörs ingenting från själva förlossningen, i stället talar tidigare generationers kvinnor om sina erfarenheter av barnafödande.
Tillsammans med filmregissör Karin Ekberg driver Johanna Bernhardson även ett workshop-projekt med stöd från Svenska Institutet, där de arbetar med kvinnliga dokumentärfilmare i Kaukasien. De flesta projekt kretsar kring tiden efter Sovjetunionen. Regissörerna vill med sitt arbete lyfta fram kvinnliga huvudpersoner och visa att en kvinna kan få representera det allmänmänskliga, samt stärka kvinnliga filmare i regionen.

## Filmografi
I samtliga fall både manus och regi. 
- Det svarta fåret (2004)
- Mina vänner (2005)
- Gråter och stör de andra (2007)
- Dagen lång (2008)
- Deras erfarenhet är en del av min verklighet (2012)
- Sista bilden (2015)
- Taxi Tbilisi (2016)
- Gå i barndom (2016)
- 19 876 steg i Auschwitz / Birkenau (2017)
- In All Her Ages (2018)
- Bröderna Andersson (2024)